# Paraclodia besucheti
Paraclodia besucheti är en skalbaggsart som beskrevs av Stefan von Breuning 1974. Paraclodia besucheti ingår i släktet Paraclodia och familjen långhorningar. Inga underarter finns listade i Catalogue of Life.